# 모아텍
모아텍(Moatech Co. Ltd.)은 대한민국의 	스테핑 모터 기업이다.  본사는  인천시 남동구 인주대로 698 에 위치해 있으며 대표이사는 최성환이다.

## 역사
1985년 한국권선기술으로 설립되었다. 1997년 10월 13일 코스닥에 상장하였고 2012년 5월 일본 모터·베어링 기계가공업체인 미네베아미쯔미에 인수되었다

## 참고 문헌
1. ↑  김인경, 모아텍, 최성환 대표이사 선임, 이데일리, 2024-06-28
2. ↑  이승용, 모아텍 연일 상한가 행진···자진상장폐지 추진되나, 시사저널, 2020.10.23